# Vysoká (okres Bruntál)
Obec Vysoká (německy Waissak, polsky Wysoka) se nachází v okrese Bruntál v Moravskoslezském kraji. Žije zde 328 obyvatel.

## Poloha
Obec Vysoká sousedí na severu s Polskem (gmina Lubrza), na východě s Dívčím Hradem, na jihu s Liptaní a na západě s Jindřichovem. Od okresního města Bruntál je vzdálena 31,5 km a od krajského města Ostrava 69 km.
Geomorfologicky patří Vysoká k provincii Česká vysočina, subprovincii Krkonošsko-jesenické (Sudetské), oblasti Jesenické (Východosudetské) (geomorfologický celek Zlatohorská vrchovina, podcelek Jindřichovská pahorkatina). Nejvyšším bodem je kopec Stráž (494 m n. m.) nad Pitárným na hranici s Liptaní, dále Velký kopec (452/451 m n. m.) rovněž nad Pitárným a Vysoká (451/440 m n. m.) na katastru Bartultovic.
Území Vysoké patří do povodí Odry, resp. řeky Osoblahy, která obcí protéká ze západu na východ pod názvem Petrovický potok a v Pitárném z jihozápadu přijímá potok Mušlov a od soutoku s Mušlovem se již nazývá Osoblaha. Státní hranici v části Bartultovice tvoří Hraniční potok (se svým bezejmenným pravobřežním přítokem), který odtéká do Polska, kde se vlévá do říčky Prudník.
Území obce pokrývá z 63 % zemědělská půda (43,5 % orná půda, 17 % louky a pastviny), z 29,5 % les a z 6 % zastavěné a ostatní (např. průmyslové) plochy.

## Části obce
- Vysoká (k. ú. Vysoká ve Slezsku)
- Bartultovice (k. ú. Bartultovice)
- Pitárné (k. ú. Pitárné)

## Název
Až do 19. století je jméno vesnice doloženo jako německé Weisack (s pravopisnými obměnami), které však vzniklo hláskovou úpravou původního českého Vysoká. To bylo koncem 19. století v češtině obnoveno.

## Historie
První písemná zmínka o obci pochází z roku 1267.

### Vývoj počtu obyvatel
Počet obyvatel celé obce Vysoká podle sčítání nebo jiných úředních záznamů:
| Rok            | 1869 | 1880 | 1890 | 1900 | 1910 | 1921 | 1930 | 1950 | 1961 | 1970 | 1980 | 1991 | 2001 |
| -------------- | ---- | ---- | ---- | ---- | ---- | ---- | ---- | ---- | ---- | ---- | ---- | ---- | ---- |
| Počet obyvatel | 1973 | 2016 | 1793 | 1699 | 1573 | 1379 | 1253 | 569  | 552  | 442  | 394  | 305  | 302  |

1. ↑  z toho: 15 Čechoslováků, 1165 Němců; 1246 řím. kat., 6 evang., 1 bez vyzn.
2. ↑  z toho: 264 Čechů, Moravanů a Slezanů, 35 Slováků, 1 Polák; 105 řím. kat., 166 bez vyzn.

V celé obci Vysoká je evidováno 168 adres : 163 čísel popisných (trvalé objekty) a 5 čísel evidenčních (dočasné či rekreační objekty). Při sčítání lidu roku 2001 zde bylo napočteno 150 domů, z toho 81 trvale obydlených. Ke dni 25. 3. 2010 zde žilo 351 obyvatel.
Počet obyvatel samotné Vysoké podle sčítání nebo jiných úředních záznamů:
| Rok            | 1869 | 1880 | 1890 | 1900 | 1910 | 1921 | 1930 | 1950 | 1961 | 1970 | 1980 | 1991 | 2001 |
| -------------- | ---- | ---- | ---- | ---- | ---- | ---- | ---- | ---- | ---- | ---- | ---- | ---- | ---- |
| Počet obyvatel | 444  | 416  | 380  | 362  | 338  | 340  | 309  | 196  | 159  | 143  | 194  | 160  | 160  |

1. ↑  z toho: 3 Čechoslováci, 295 Němců; 308 řím. kat., 1 evang.

V samotné Vysoké je evidováno 53 adres, vesměs čísla popisná. Při sčítání lidu roku 2001 zde bylo napočteno 47 domů, z toho 31 trvale obydlených.

## Pamětihodnosti

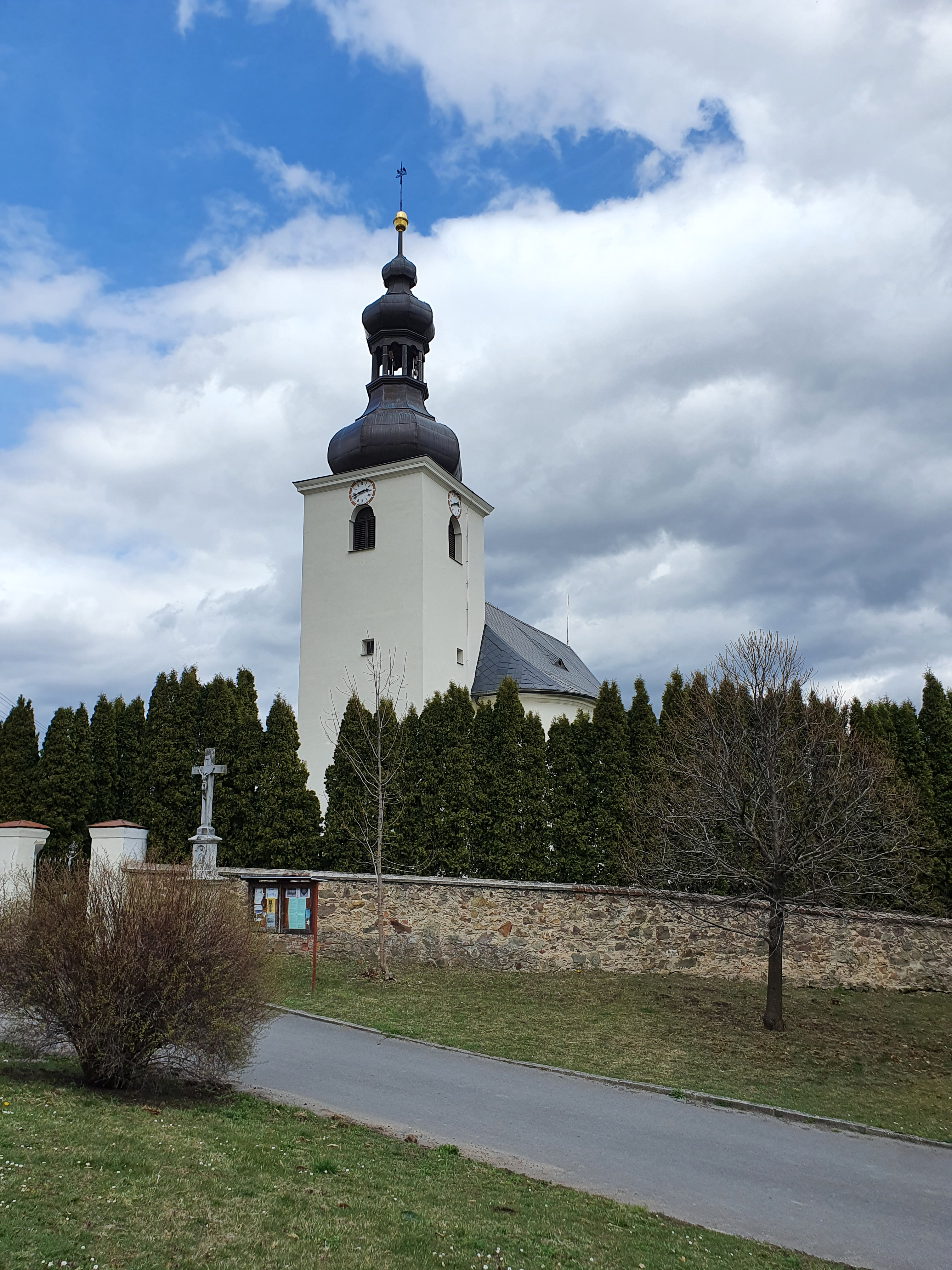
Kostel sv. Urbana

- Kostel sv. Urbana na hřbitově je kulturní památka ČR.[12]